# Gladiolus atroviolaceus
Gladiolus atroviolaceus är en irisväxtart som beskrevs av Pierre Edmond Boissier. Gladiolus atroviolaceus ingår i släktet sabelliljor, och familjen irisväxter. Inga underarter finns listade i Catalogue of Life.

## Bildgalleri

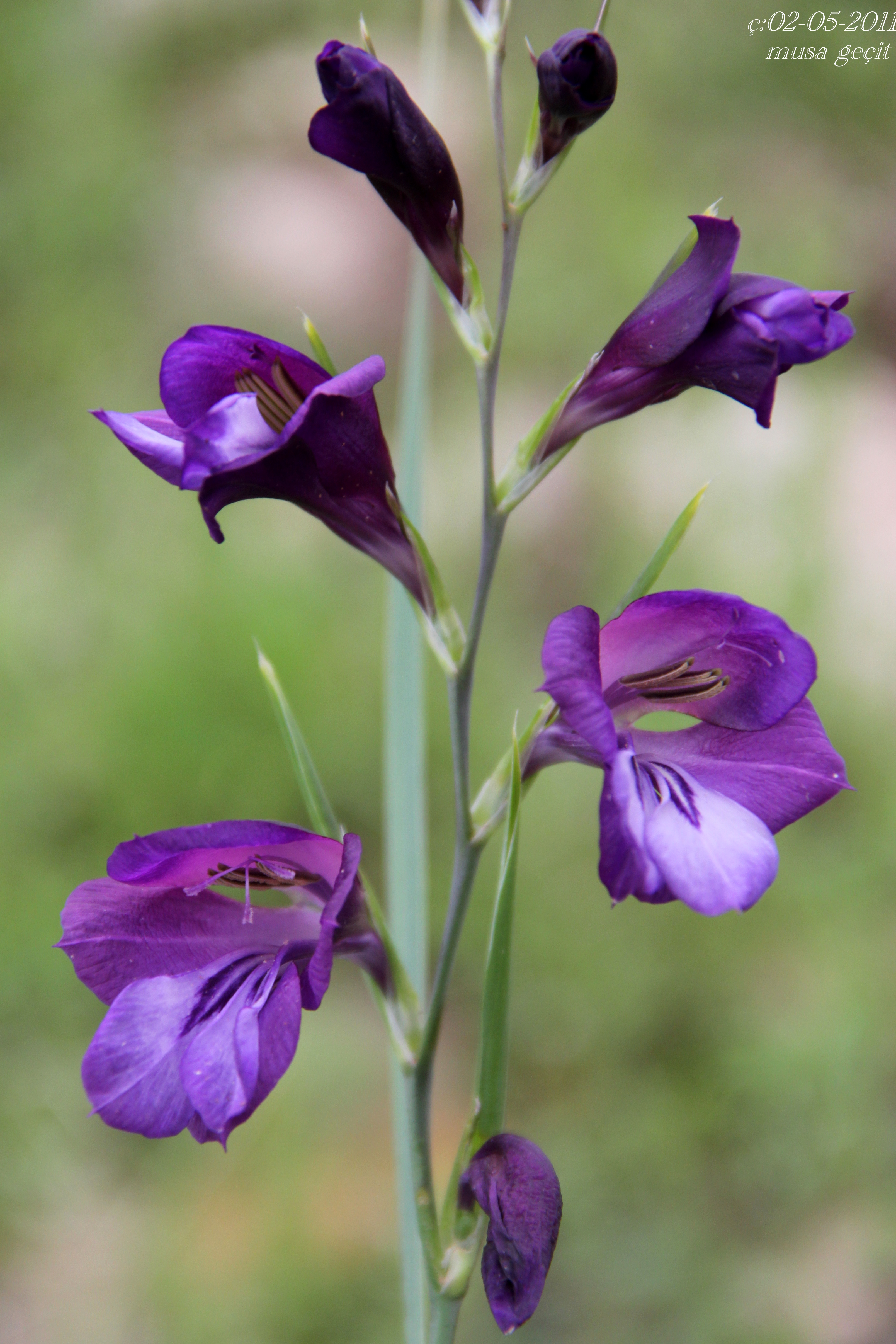
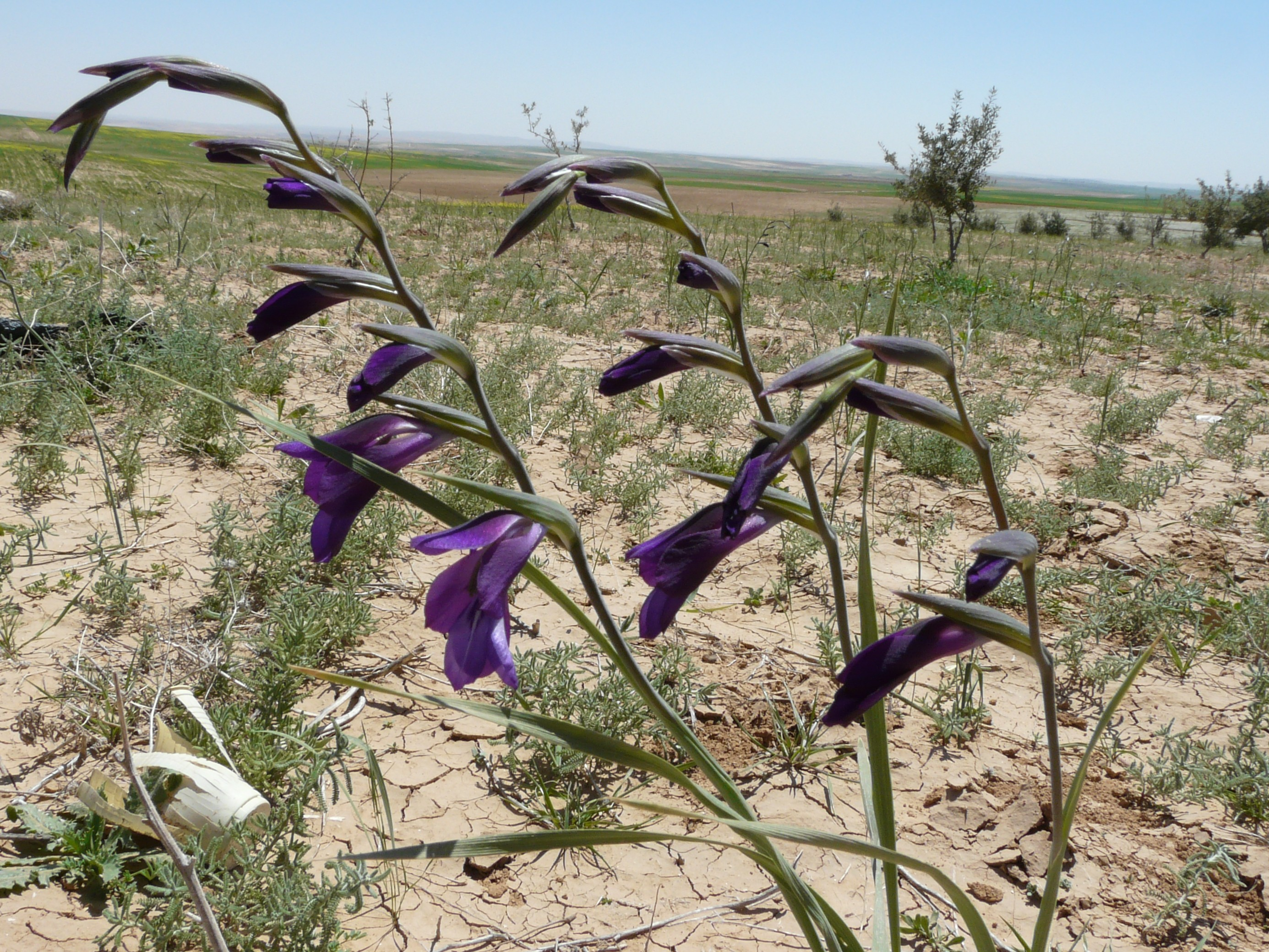